# مؤسسة حرية الفكر والتعبير
مؤسسة حرية الفكر والتعبير هيَ مجموعة من المحامين والباحثين يعملون بمؤسسة قانونية مستقلة وفقا لقانون المحاماة المصري نشأت عام2006 تحت اسم مؤسسة حرية الفكر والتعبير،، وتتخذ من الدستور المصري والإعلان العالمي والمعاهدات الدولية مرجعية لها. تهتم المؤسسة بالقضايا المتعلقة بتعزيز وحماية حرية الفكر والتعبير في مصر. تركز المؤسسة في عملها على الأبحاث والرصد والتوثيق والدعم القانوني في القضايا والملفات التي تعمل عليها دفاعا عن حرية التعبير في مصر، من خلال مجموعة من البرامج المختلفة: برنامج حرية الحقوق الطلابية والحرية الأكاديمية، وبرنامج الحق في المعرفة، وبرنامج الحريات الرقمية، وبرنامج حرية الإعلام، وبرنامج الضمير والذاكرة. بالإضافة لفريق قانوني يقدم دعما في قضايا حرية التعبير والقضايا المتعلقة بالبرامج المختلفة.

## نطاق العمل الحقوقي لمؤسسة حرية الفكر والتعبير

### برنامج الحرية الأكاديمية والحقوق الطلابية
يقوم بعدد من الأنشطة مثل تغطية الانتهاكات المتعلقة بالحقوق والحريات الطلابية واستقلال الجامعات وخلال العامين الماضيين تم تطوير إستراتيجية العمل ليقوم بالتغطية بشكل أكبر مما مضى من خلال موقع المرصد الطلابي وتعظيم الاستفادة من الإعلام الاجتماعي والموقع الإلكتروني ؛ حيث أصبحت هذه الأدوات هي المصادر الأهم للأخبار المتعلقة بالعمل الجامعي مما يجعلها وسيلة جيدة للتواصل المباشر مع الضحايا والفئات المستهدفة.

### برنامج حرية الإعلام
يقوم فريق عمله بالتواصل مع العاملين في المجال الصحفي والإعلامي، لرصد الانتهاكات الواقعة عليهم على مدار العام، وتوثيقها بشهادات ضحايا الانتهاكات أنفسهم بشكل شهري، بالإضافة إلى كتابة وإعداد الدراسات والأبحاث المتعلقة بحرية الإعلام بشكل عام، فقط أخرج البرنامج عدد من الدراسات والتقارير خلال السنوات الماضية تتنوع بين دراسات الحالة والدراسات القانونية والتجارب الدولية المتعلقة بتطوير الإعلام، بالإضافة للتركيز على بعض القضايا الهامة للواقع المصري
و عقد غرف عمليات لتوثيق الانتهاكات أو لتقديم الدفاع القانوني والمناصرة الإعلامية لضحايا انتهاكات حرية التعبير منا ف والإعلاميين في أوقات الحراك السياسي بالشارع المصري

### برنامج الحريات الرقمية
يعمل البرنامج بشكل أساسي على الدفاع عن حق الأفراد في الوصول إلى واستخدام وإنشاء ونشر محتوى رقمي، واستخدام أي حواسيب أو أجهزة إلكتروني، أو برمجيات أو شبكات اتصالات سلكية ولاسلكية، ويأتي اهتمام مؤسسة حرية الفكر والتعبير بالحريات الرقمية، من ارتباطها بكثير من الحقوق والحريات الأخرى التي تدخل في نطاق اهتمام المؤسسة، كالحق في المعرفة وحرية الرأي والتعبير والحق في الخصوصية وحرية الإعلام.

### برنامج الحق في المعرفة
فقد ركز خلال الثلاث سنوات السابقة على رفع الوعي العام بمفهوم الحق في المعرفة وحرية تداول المعلومات، وكانت الآلية الأكثر تأثيرا في ظل زخم سياسي ومجتمعي ملئ بالأولويات والملفات العاجلة التي تحوز علي اهتمام الرأي العام هو ربط مفهوم الحق في المعرفة والوصول للمعلومات بالقضايا محل الاهتمام المجتمعي وطرحها كأولوية علي الأجندة السياسية للمرحلة الانتقالية .

### برنامج حرية الإبداع
يعمل على دعم وتعزيز حرية الفكر والإبداع في مصر سواء كان ” فنياً أو أدبياً أو ثقافياً “، وذلك لما تتعرض له تلك المجالات من رقابة مستمرة وقيود عديدة، تنبع من مصادر عدة منها ما يتعلق بالسلطات الحكومية الرسمية ومنها ما يرتبط بالمؤسسات الدينية وهناك ما يرتبط ببعض التيارات السياسية أو القوى المجتمعية، وتخلق هذه القوى مجتمعة مناخا عاما من الرقابة، وتفرض حدود على إمكانات الخلق والإبداع، وتستخدم المؤسسة الاستراتيجيات ذاتها من رصد وتوثيق للأشكال المختلفة للرقابة التي تفرض على المبدعين في مصر، كما تقدم لهم الدعم القانوني متى لزم الأمر، وتحاول فتح الملفات والقضايا الأساسية المرتبطة بالتضييق على حرية الإبداع وفرض القيود عليها، وتحاول تشجيع المبادرات المختلفة التي تسعى لإزالة هذه القيود.

### برنامج الضمير والذاكرة
يهتم البرنامج بضمان وتعزيز حق الأفراد والمجتمع في معرفة حقيقة وقائع وأحداث فترة التحول السياسي والاجتماعي في مصر منذ 2011. في ظل تراخي الحكومات المصرية المتعاقبة عن الحفاظ على الحقيقة وإتاحتها، وقصرها لرواية الأحداث على رواية السلطة بما أثر سلبا على الذاكرة والضمير الجمعي وعلى تعزيز عملية العدالة الانتقالية، وتوفير تعدديه الروايات التاريخية بما لها من أثر في تشكيل المستقبل.
لذا يهتم البرنامج بتوثيق موازي لأهم ما مر على المجتمع المصري خلال تلك الفترة من وقائع وأحداث، للمساهمة في كتابة رواية تاريخية بديلة لها، وتعريف مفاهيم الضمير والذاكرة الجمعية، وطرح رواية تاريخية بديلة خارج نطاق رواية السلطة. وذلك من خلال البحث الميداني وجمع الوثائق وكتابة الأوراق البحثية التي تتناول أحداث الثورة والصراع الكبرى، بالإضافة لبناء قواعد معلوماتية مستقلة متاحة وسهلة التداول والوصول إليها.

## وصلات خارجية
- موقع مؤسسة حرية الفكر والتعبير